# Green Motion
Pour le projet européen, voir Green eMotion.
Green Motion (filiale d’Eaton) est une entreprise suisse active dans la conception et la production de systèmes de recharge pour véhicules électriques. Depuis 2016, Green Motion développe son propre réseau de bornes nommé « evpass » qui constitue le plus important réseau suisse de bornes de recharge pour véhicules électriques,. Green Motion est à la fois productrice de bornes, conceptrice de logiciels de gestion pour réseaux de bornes, opératrice de points de recharge et prestataire de services pour la mobilité électrique.

## Histoire
Fondée à Bussigny en 2009, le siège de la société est déplacé en 2017 au Mont-sur-Lausanne pour accompagner la croissance de l'entreprise. L'assemblage de ses produits est effectué pour sa part à Cheseaux et Romanel-sur-Lausanne.
En 2010, la première borne de recharge publique en Suisse est installée sur le campus de l'École polytechnique fédérale de Lausanne. L'entreprise suscite l'intérêt de l’entrepreneur allemand Carl-Julius Cronenberg, qui prend une participation minoritaire dans l'entreprise et lui permet ainsi de conforter sa prééminence sur le marché suisse. En 2015, Green Motion vend sa technologie sous licence au groupe industriel chinois Anhui Zhongding: ce nouvel afflux de capitaux lui permet de lancer le réseau evpass en 2016, qui devient rapidement le plus important réseau suisse de bornes de recharge pour véhicules électriques. Le réseau est structuré à partir de 2018 sous la forme d'une entité séparée dont le capital est réparti à égalité avec les Forces motrices valaisannes et l'argovienne AEW Energie.
L'entreprise poursuit par ailleurs son développement à l’international, avec des contacts en Israël, puis en Inde via le Groupe Tata à partir de 2019. Une installation aux États-Unis est annoncée la même année.
En 2018, Green Motion lance le Green Motion electro-rallye du Chablais, qui devient en 2019 le premier e-rallye de Suisse homologué FIA sous le nom de Green Motion E-Rallye du Chablais.
En 2020, au Consumer Electronic Show (CES), Green Motion a annoncé un important partenariat avec le géant américain Eaton (entreprise). Ses produits seront associés aux dispositifs de stockage décentralisés d’électricité XStorage d’Eaton ,.
Green Motion a aussi présenté une nouvelle borne de recharge baptisée Residenza dessinée par la célèbre société italienne de design automobile Pininfarina .
En juillet 2020, Pipistrel et Green Motion ont annoncé leur partenariat dans le but de développer une technologie de recharge d’avions électriques ouverte, clé en main et universelle.
Le 22 mars 2021, Eaton a annoncé l'acquisition de Green Motion. Green Motion devient une filiale d'Eaton,,,,.

## Technologie
Green Motion et ses fournisseurs (tôlerie, électronique, câbles) sont tous basés en Suisse, mis à part les connecteurs de câbles qui sont achetés en Allemagne, ce qui lui permet de bénéficier du label Swiss made. Green Motion fait en outre produire ses bornes à courant continu chez Polyval, un atelier protégé qui emploie des personnes en situation de handicap. L’opération étant plus complexe que pour les boîtiers standards, des équipements de réalité augmentée accompagnent les gestes pour guider les monteurs ou les monteuses.
Ses produits sont compatibles V2G, une technologie permettant de faire de la recharge bidirectionnelle (soit aussi bien de charger que de décharger la batterie d'un véhicule électrique branché). La première borne bidirectionnelle de la société a été présentée en 2018 au Salon international de l'automobile de Genève.
Outre les batteries automobiles, la technologie de Green Motion est utilisée pour les projets d'avion solaire SolarStratos et les avions électriques de H55 et de Pipistrel.